# IBM PC XT - Model 5160
IBM PC XT - Model 5160 (PC XT - Model 5160) је био професионални рачунар фирме IBM који је почео да се производи у САД од 1983. године.
Користио је Intel 8088 као микропроцесор. RAM меморија рачунара је имала капацитет од од 64k до 640k, зависно од модела. 
Као оперативни систем кориштен је MS DOS.

## Детаљни подаци
Детаљнији подаци о рачунару PC XT - Model 5160 су дати у табели испод.
|                       |                                                                                      |
| 5160                  |                                                                                      |
| Произвођач            |                                                                                      |
| Тип                   | професионални рачунар                                                                |
| Меморија              | од 64k до 640k, зависно од модела                                                    |
| Поријекло             | Сједињене Америчке Државе                                                            |
| Година                | 1983                                                                                 |
| Тастатура             | тастатура са пуним помаком тастера, са нумеричком тастатуром и функцијским тастерима |
| Процесор              | 8088                                                                                 |
| Фреквенција процесора | 4,77                                                                                 |
| RAM                   | од 64k до 640k, зависно од модела                                                    |
| ROM                   | 64                                                                                   |
| Текст                 | 80 x 24 / 40 x 24                                                                    |
| Графика               | CGA модови: 320 x 200 / 640 x 200                                                    |
| Боја                  | 16                                                                                   |
| Звук                  | генератор тона                                                                       |
| Димензије             | 21 x 15 x 3 / 1,15                                                                   |
| Портови               |                                                                                      |
| Оперативни систем     |                                                                                      |